# Bug (cómic)
Bug (español: Bicho) es un superhéroe ficticio que aparece en los cómics estadounidenses publicados por Marvel Comics. Bug fue originalmente un miembro de los Micronautas y luego se unió a la segunda encarnación de los Guardianes de la Galaxia.
Cuando apareció por primera vez en Micronauts # 1 (fechado en enero de 1979), Bug también era conocido como Guerrero Galáctico, tomando este nombre de una figura de la línea de juguetes Micronautas en la que se basó la serie de cómics. Todos los personajes basados en juguetes eran propiedad de Takara Co., Ltd., y los personajes originales eran propiedad de Marvel. A partir del cuarto número, se eliminó el título del Guerrero Galáctico. Esto se hizo después de que Marvel se dio cuenta de que, dado que el diseño del personaje no se parecía en nada al juguete, podrían asumir la propiedad si usaban un nombre diferente.

## Historial de publicaciones

### Miembro de los Micronautas
Bug apareció como un personaje destacado a lo largo de la ejecución original de Micronauts, desde el primer número hasta el número 59 (con fecha de agosto de 1984), el número final de la serie. Meses después, Marvel reinició la serie con Micronauts: The New Voyages #1 (fechado en octubre de 1984) con Bug una vez más apareciendo como un personaje principal. Esta segunda serie duró hasta el número 20 (de mayo de 1986).

### Relanzamiento planeado y one-shot en solitario
En la década de 1990, Marvel comenzó a planear el lanzamiento de una nueva serie protagonizada por los Micronautas, a pesar de que ya no tenían los derechos de publicación de los personajes basados en juguetes. Suponiendo que Abrams Gentile Entertainment (la compañía que, en ese momento, poseía los derechos estadounidenses de la línea de juguetes Micronaut) estaría de acuerdo con esta nueva serie, Marvel contrató a Shon C. Bury para escribir la serie y a Cary Nord para dibujarla. En preparación, Bug y los otros Micronautas propiedad de Marvel protagonizaron Cable #39 (fechado en enero de 1997) y Bug apareció en un one-shot en solitario (fechado en marzo de 1997). Las negociaciones con AGE finalmente fracasaron, la serie se archivó y los tres números ya producidos nunca se publicaron.
Bug aparecería más tarde con los otros Micronautas propiedad de Marvel (ahora llamados Microns) en números de Captain Marvel en 2000 y 2001.

### Aniquilación: Conquista
Bug no hizo más apariciones hasta 2007. En este punto, apareció solo, sin ninguno de los otros Microns, como prisionero de la raza alienígena Kree. Luego fue reclutado en un equipo encubierto apresuradamente ensamblado dirigido por Star-Lord. Sus actividades en este punto fueron representadas en la serie limitada Annihilation: Conquest - Star-Lord y en la serie limitada posterior Annihilation: Conquest. Entonces era un personaje recurrente en el segundo volumen de Guardianes de la Galaxia, que surgió de los eventos retratados en Annihilation: Conquest.

### Miembro de los Guardianes
Aunque Bug no fue miembro fundador del equipo de Guardianes "modernos", Rocket Raccoon le pidió que se uniera cuando el grupo original se disolvió después de algunos malentendidos internos. Bug estuvo de acuerdo y luchó junto a los Guardianes mientras intentaban detener el conflicto interestelar Shi'Ar-Kree conocido como la Guerra de los Reyes. Aunque fracasaron, Bug se quedó con los Guardianes mientras lidiaban con las secuelas de la guerra en la historia del Reino de los Reyes hasta el final de la serie con el número 25 en 2010. Bug apareció como miembro de los Guardianes en los números 4-8 de Avengers Assemble en 2012. Bug apareció en un flashback para hablar con Dragón Lunar en un bar en Guardianes de la Galaxia (2020) número 5.

## Poderes y habilidades
Bug puede aferrarse a las paredes y tiene una agilidad excepcional. Tiene una vista extraordinaria, con una visión periférica mejorada obtenida al usar su casco. Sus antenas permiten la comunicación con otros portadores de antenas y proporcionan una mayor conciencia sensorial con un grado limitado de sentido del peligro.

## En otros medios
En una entrevista para Guardianes de la Galaxia (2014), el director y guionista James Gunn reveló que Bug estaba en un guion anterior de la película como parte del equipo. Más tarde reveló que era poco probable que apareciera en cualquier proyecto futuro de Marvel Cinematic Universe ya que Marvel no posee los derechos del personaje, aclarando aún más que Hasbro aún posee los derechos de Bug. En Ant-Man and the Wasp: Quantumania (2023), un personaje llamado Veb, con la voz de David Dastmalchian, aparece y comparte algunas similitudes, lo que implica que está destinado a ser un sustituto del personaje.